# Ядерное испытание № 117
Ядерное испытание № 117 — первое подземное ядерное испытание, проведённое в СССР 11 октября 1961 года на Семипалатинском полигоне (площадка Дегелен) в штольне В-1. Оно проводилось для отработки методики испытаний новых образцов ядерных зарядов в подземных условиях, а также для проверки способов и средств дальнего обнаружения подземных взрывов. Его тротиловый эквивалент составил 1 килотонну.

## Подготовка
Методическая подготовка началась в 1958 году. Штольня для проведения подземных испытаний была проложена в скальном массиве полигона. Её длина составляла 380 метров, камера взрыва находилась на глубине 125 метров. После оборудования штольни во взрывную камеру на специальной тележке по рельсам был подан контейнер с ядерным зарядом.
При взрыве внутри камеры давление достигало бы нескольких миллионов атмосфер, поэтому в штольне для предотвращения выхода наружу радиоактивных продуктов взрыва были установлены 3 участка забивки. Первый участок забивки длиной 40 метров состоял из щебеночной засыпки и железобетонной стенки. Через забивку была проложена труба для выводов потоков нейтронов и гамма излучения к датчикам приборов, регистрирующих развитие ядерной реакции.
Второй участок имел длину 30 метров и состоял из клиньев железобетона. Третий участок забивки длиной 10 метров был сооружен на расстоянии около 200 метров от камеры взрыва. Здесь же были размещены 3 приборных бокса с измерительной аппаратурой. Также по всей штольне были размещены и другие измерительные приборы.
Эпицентр был обозначен красным флагом, расположенным на поверхности горы, прямо над камерой взрыва. Также в районе эпицентра были размещены подопытные животные.

## Взрыв
Заряд подрывался с командного пульта автоматики, находившегося в 5 километрах от устья штольни. Здесь же была размещена аппаратура для регистрации электромагнитных и сейсмических волн взрыва. 11 октября 1961 года в заданное время с командного пульта был подан радиосигнал, включающий сотни приборов различного типа, а также подрыва самого ядерного заряда.
В результате поверхность горы в районе взрыва поднялась на 4 метров, там же образовалось пылевое облако, вызванное камнепадом. При подземном взрыве выхода радиоактивных продуктов и огненного шара наружу не наблюдалось.
После взрыва вошедшие в штольню дозиметристы и рабочие обнаружили, что участок штольни от устья до третьей забивки и приборные боксы не разрушены. Радиоактивного заражения в этом участке обнаружено не было.